# Austin-Healey 3000
Austin-Healey 3000 e et britisk sportsvogn, der blev fremstillet mellem 1959 og 1967. Det er kendt som en af de "store Healey"-modeller. Karrosseriet blev fremstillet af Jensen Motors mens bilen blev samlet på BMC's MG Works i Abingdon, sammen med selskabets MG-modeller.
I sin produktionstid skiftede bilen fra at være en åbensportsvogn, men med mulighed for at have børn på bagsæden i en 2+2-konfiguration, til at blive en cabriolet. I 1963 blev 91,5% af alle Austin-Healey 3000-bilerne eksporteret; hovedsageligt til Nordamerika. Versionen med en 3L-motor blev en stor succes, der vandt flere rallyløb i Europa og stadig bliver brugt i racerløb for klassisk biler i dag.
Produktionen blev stoppet i 1967, hvor British Motor Corporation havde lanceret en nyere men lignende MGB-variant kaldet MGC, som skulle erstattet 3000-modellen.